# Equidae

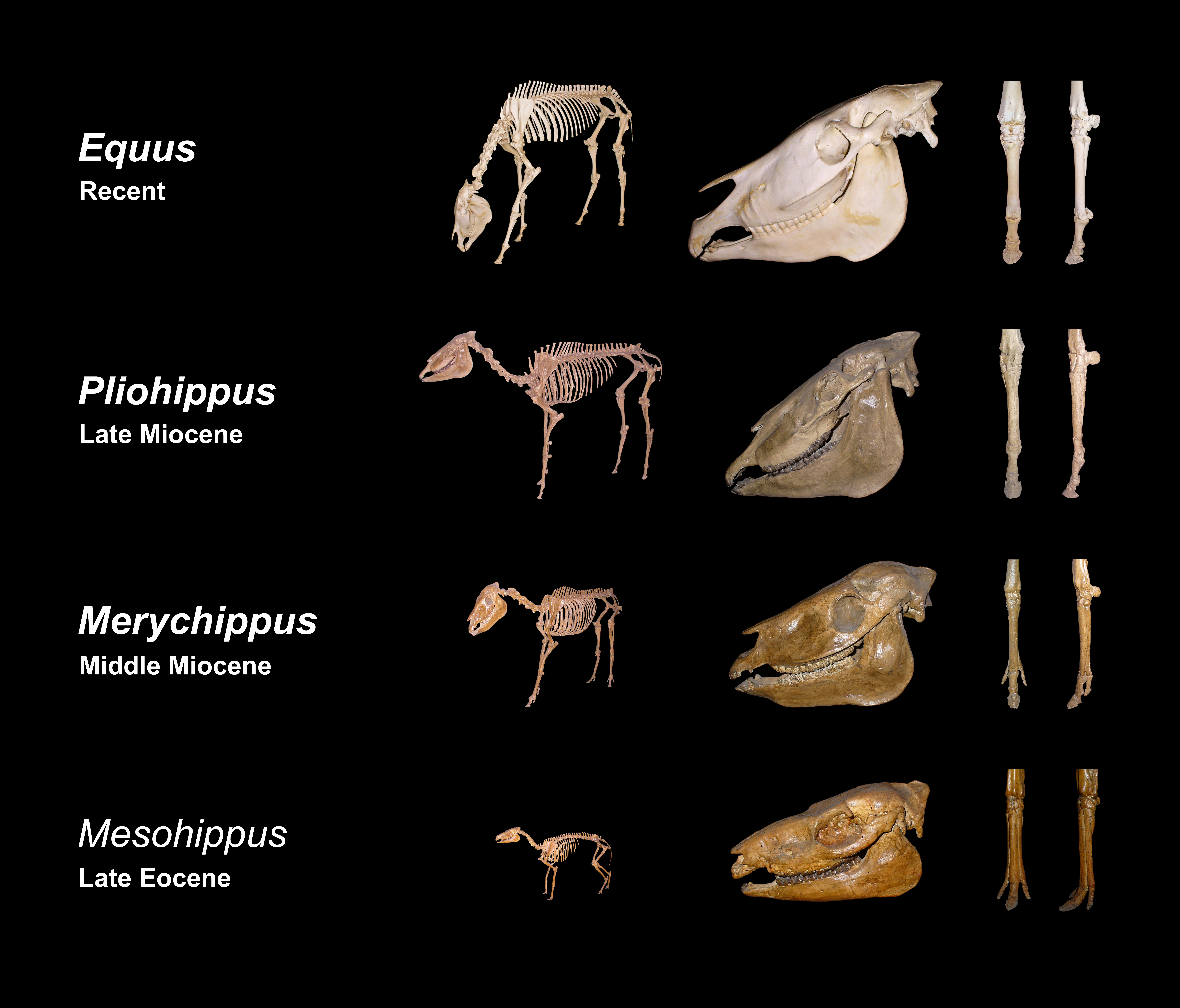

Los équidos (Equidae) son una familia de mamíferos placentarios del orden Perissodactyla, que contiene solo un género viviente, Equus, y numerosos géneros fósiles. Este género apareció durante el Pleistoceno en América del Norte, desde donde colonizó progresivamente Sudamérica, Eurasia y África. Posteriormente se extinguió en América hasta su reintroducción durante la conquista española.
Los équidos actuales se caracterizan por la presencia de dientes de corona alta, aptos para pastar hierba en praderas, estepas y semidesiertos, la presencia de un único dedo en cada pata recubierto de casco, y un estilo de vida más o menos social, en el que una manada con un número variable de crías y hembras se pone a las órdenes de un macho adulto o semental, que es el único autorizado a reproducirse.

## Équidos actuales
Los équidos actuales se clasifican todos en el género Equus que incluye los caballos, los asnos y las cebras.

### Caballos
El caballo (Equus ferus caballus) es un animal domesticado desde la Edad del Bronce, que a veces se encuentra en estado salvaje, de la que existen numerosas razas. Ha sido usada por el hombre como animal de tiro, de carga y como cabalgadura.

### Asnos

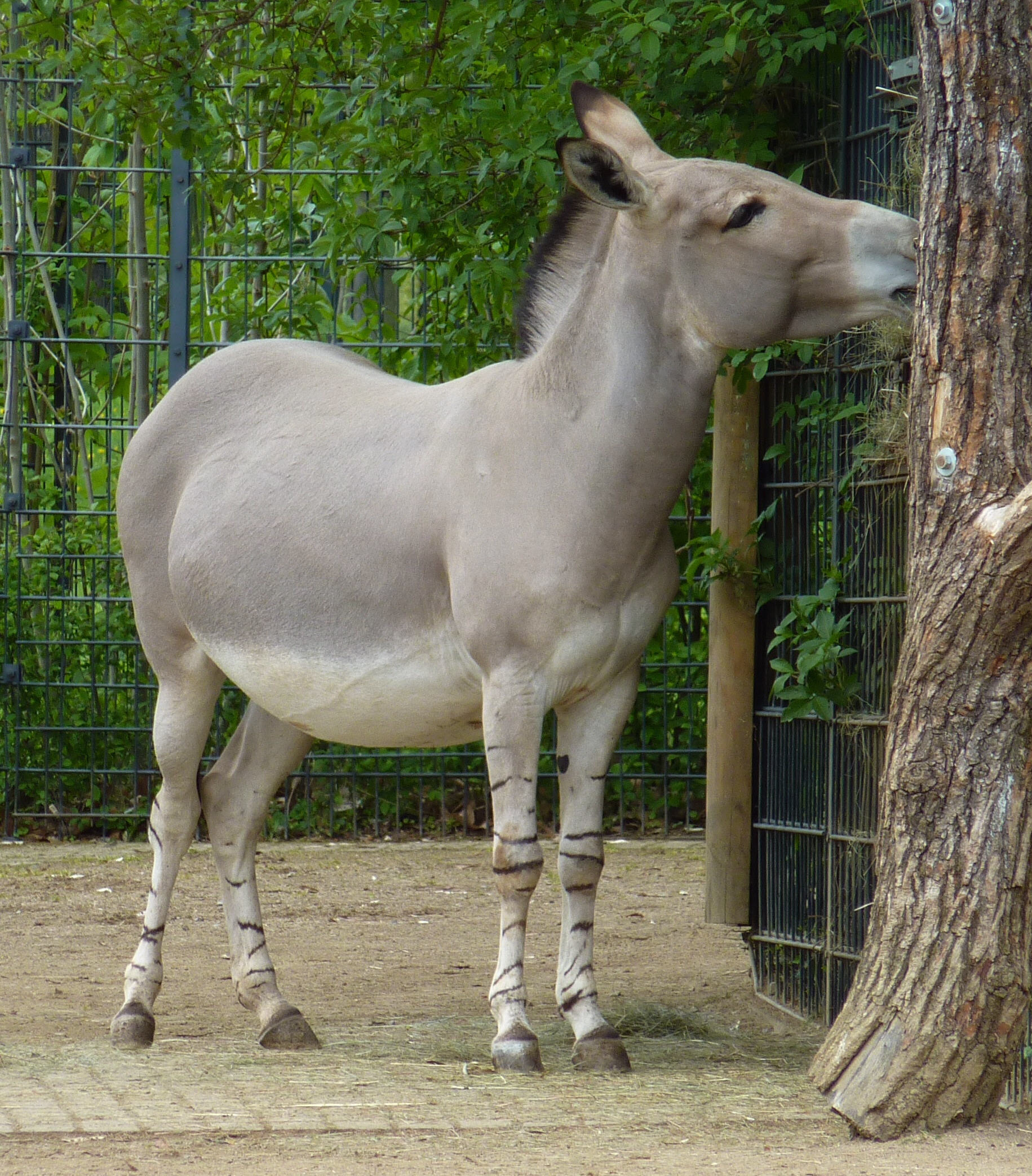
Asno salvaje africano (Equus africanus).

Se considera que hay dos especies de asnos: el asno salvaje africano (Equus africanus) y el asno salvaje asiático u onagro (Equus hemionus); ambos están amenazados de extinción. El asno doméstico fue considerado durante mucho tiempo una especie aparte (Equus asinus), pero se ha demostrado que pertenece a la especie E. africanus (se trata de la subespecie Equus africanus asinus). Equus kiang (asno salvaje del Tíbet). Cercano al Equus hemionus, algunos autores lo consideran una subespecie que puede identificarse como Equus hemionus kiang.

### Cebras
Las cebras o zebras son équidos salvajes propios de África, cuya característica más notable es su pelaje rayado característico. Las cebras son negras, las rayas que tienen son blancas y no al revés como se creía hasta hace muy poco. Genéticamente su color es el negro, y allí donde no se logra la pigmentación se forman las rayas blancas.
En la actualidad existen tres especies y varias subespecies; la cebra común (Equus quagga), la cebra de Grévy (Equus grevyi) y la cebra de montaña (Equus zebra).

## Taxonomía

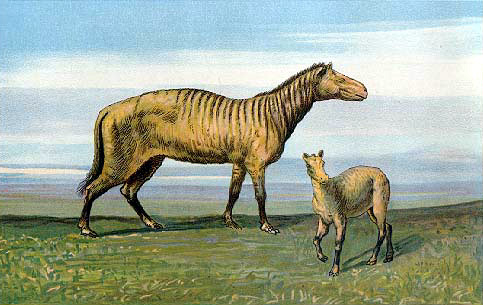
Protorohippus

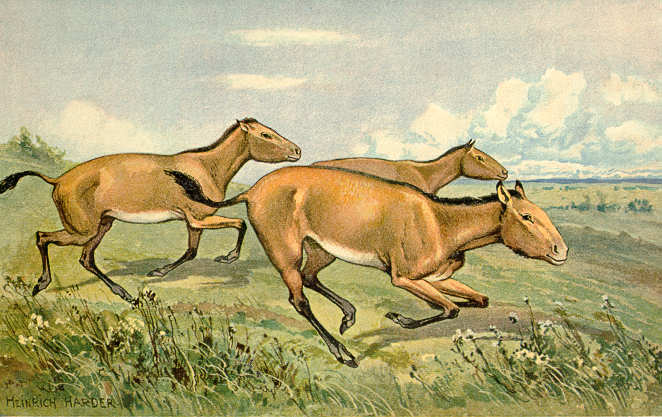
Hipparion

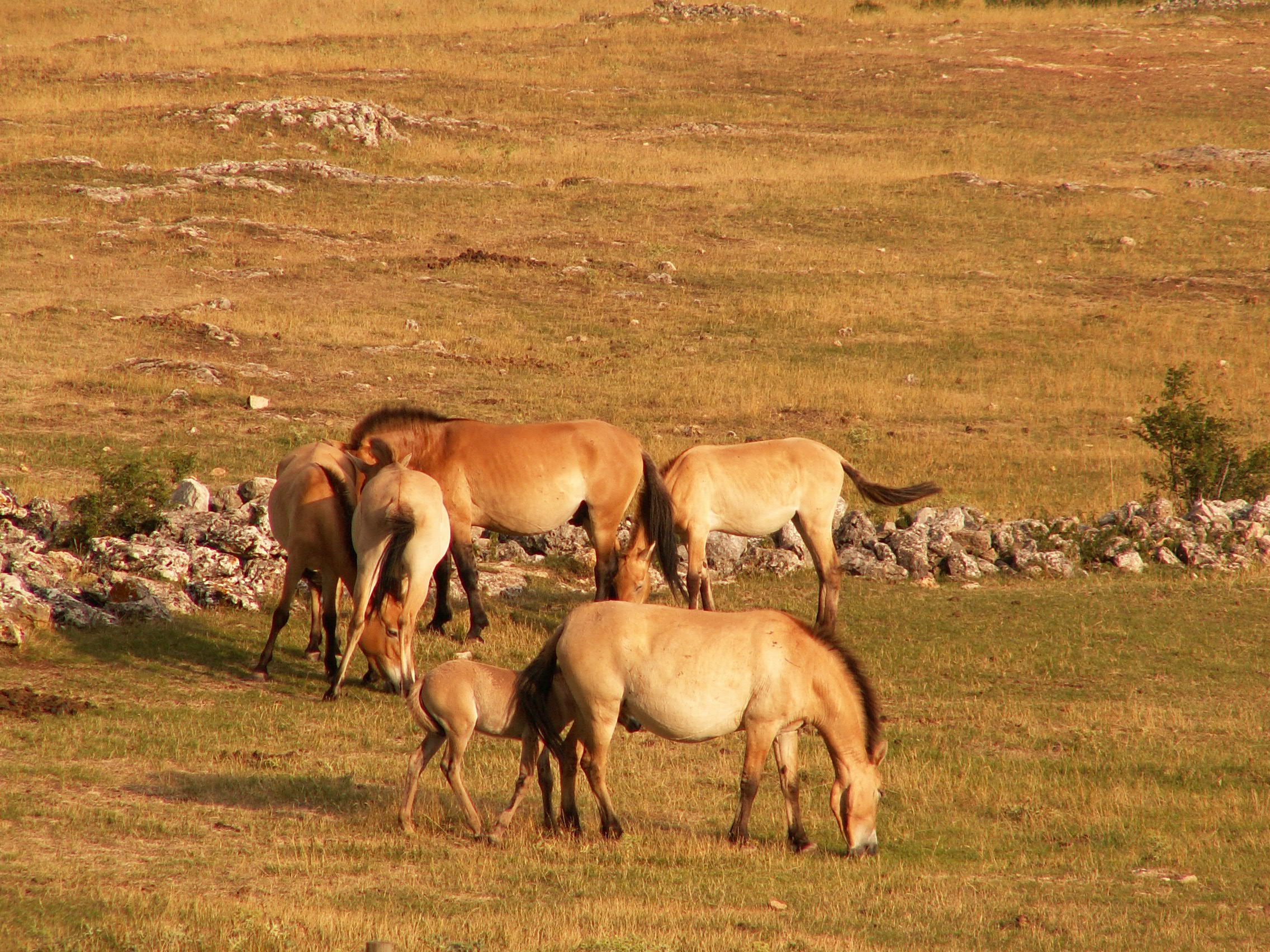
Equus ferus przewalskii

La taxonomía de los équidos es compleja, con innumerables géneros fósiles, prueba de un pasado floreciente, varios de ellos probablemente parafiléticos. Se conocen unas 350 especies. Todas las especies actuales pertenecen al género Equus.
- Familia Equidae [15]
  - †Epihippus
  - †Haplohippus
  - †Heptaconodon
  - †Eohippus
  - †Minippus
  - †Orohippus
  - †Pliolophus
  - †Protorohippus
  - †Sifrhippus
  - †Xenicohippus
  - †Eurohippus
  - †Propalaeotherium
  - Subfamilia †Anchitheriinae
    - †Anchitherium
    - †Archaeohippus
    - †Desmatippus
    - †Hypohippus
    - †Kalobatippus
    - †Megahippus
    - †Mesohippus
    - †Miohippus
    - †Parahippus
    - †Sinohippus

  - Subfamilia Equinae
    - †Merychippus
    - †Scaphohippus
    - †Acritohippus
    - Tribu †Hipparionini
      - †Eurygnathohippus[16]
      - †Hipparion
      - †Hippotherium
      - †Nannippus
      - †Neohipparion
      - †Proboscidipparion
      - †Pseudhipparion

    - Tribu Equini
      - †Astrohippus
      - †Calippus
      - †Dinohippus
      - Equus (22 especies, 7 actuales)
      - †Haringtonhippus
      - †Hippidion
      - †Onohippidium
      - †Pliohippus
      - †Protohippus
      - †Heteropliohippus
      - †Parapliohippus

## Evolución de los équidos

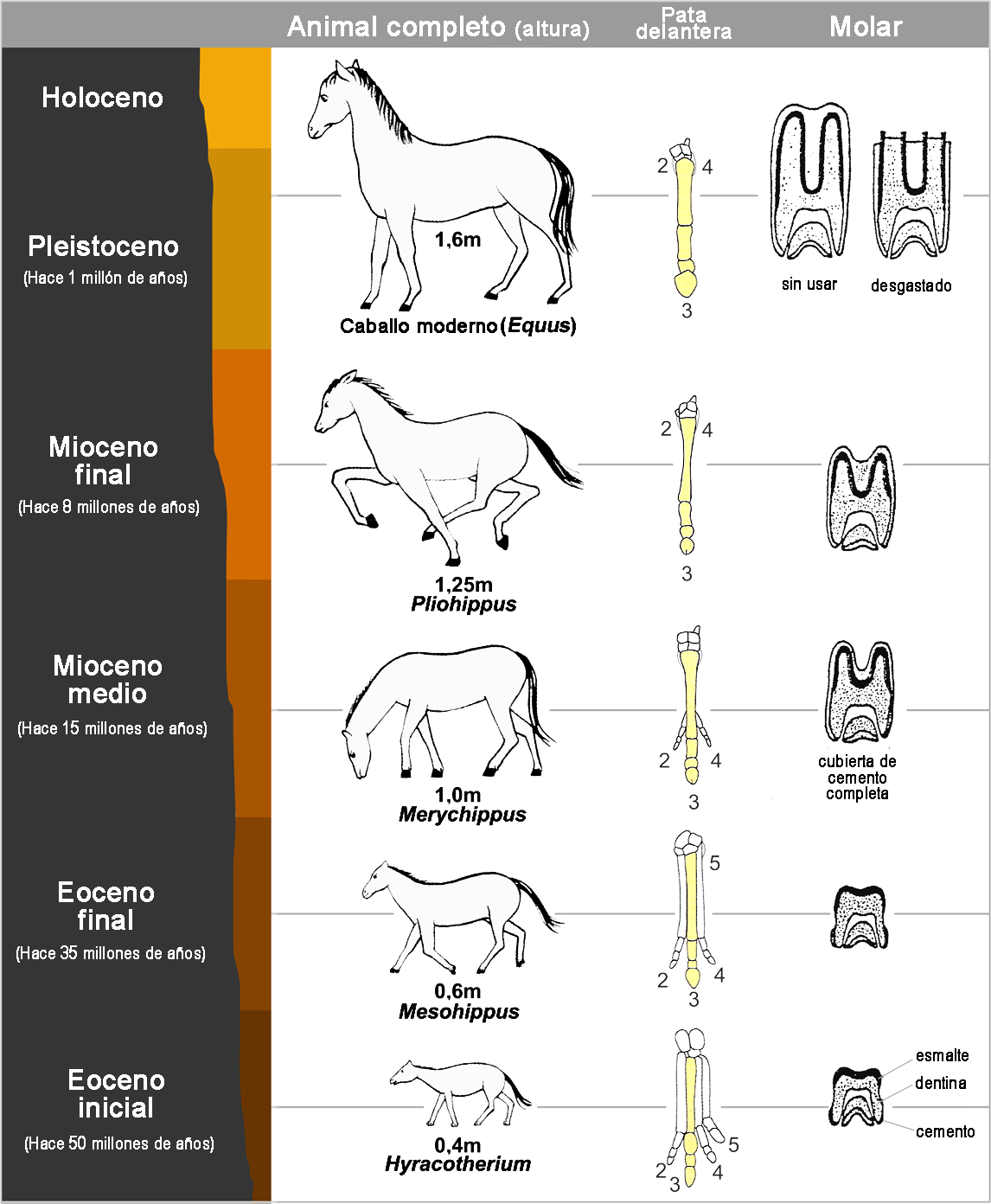
Esquema simplificado de la evolución de los équidos.

La denominada comúnmente «evolución del caballo» incluye todas las especies de la familia Equidae, a la que pertenece el caballo doméstico, los caballos salvajes, los asnos y las cebras, entre otras.
Esta familia surgió de una diferenciación a los perisodáctilos, de la cual también surgieron los rinocerontes y tapires durante el Eoceno, hace 55 millones de años. Después, los miembros de la rama de los équidos evolucionaron de manera diferente según la región donde vivían y el clima que tenían que soportar.
Su evolución fue influida por su medio y, en los últimos tiempos, muy probablemente por el hombre. El descubrimiento de esta historia por los científicos dio argumentos sólidos a los defensores de la teoría de la evolución ante el punto de vista de los creacionistas.
En el Cenozoico los continentes actuales ya estaban formados y ocupaban más o menos su situación actual, pero Eurasia no estaba en contacto con África. Se han encontrado fósiles de los mismos géneros en Eurasia y Norteamérica, algunos de los cuales a ambos lados del estrecho de Bering, donde existió un pasaje llamado Beringia hasta hace unos 11 600 años.
Parece indiscutible su evolución hasta convertirse en una máquina locomotriz muy especializada, adaptada para viajes de largas distancias a velocidades moderadas y con la capacidad adicional de alcanzar velocidades bastantes grandes en distancias cortas.

### Primeros caballos

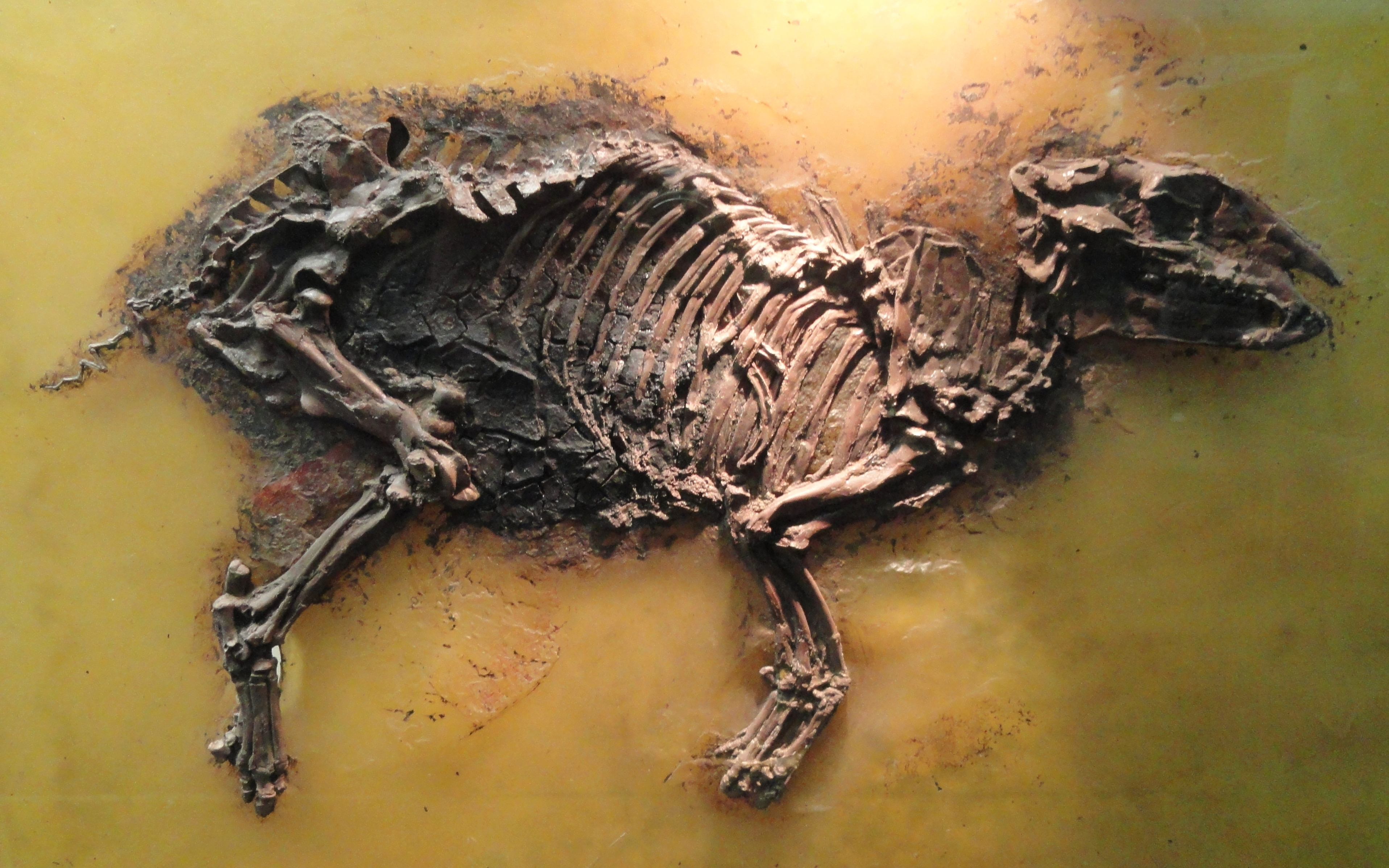
Eurohippus messelensis un caballo primitivo europeo del Eoceno de Messel (Alemania).

Los caballos más primitivos descubiertos son del género Hyracotherium (conocido también como Eohippus). Algunos autores consideran que no forman parte de la familia Equidae, y otros los consideran como dos géneros distintos. Presentan características de los que más adelante darían lugar a los caballos modernos. Con cuatro dedos, vivieron en los bosques durante el Eoceno, hace 60 millones de años, y evolucionaron en Norteamérica, a pesar de que algunos migraran al Viejo Mundo a través del estrecho de Bering.
El Hyracotherium era pequeño (unos 20 cm) y compacto. Se alimentaba de hojas y tenía una vida solitaria en el sotobosque. Evolucionó progresivamente, especializándose al correr, crecer y adquirir un cerebro parecido al de los caballos modernos. Se dio el nombre de Orohippus a la etapa evolutiva entre hace 45 y 42 millones de años, con siete especies descubiertas.
Parece que surgieron otros géneros. En Norteamérica, el Mesohippus, de la medida de un perro grande. Vivió en un clima caluroso y seco desde hace 42-33 millones de años. Parece haber coexistido durante un tiempo con el Miohippus (40-25 millones de años), todavía más grande que el anterior. El Miohippus originó dos ramas diferentes en este continente, varias especies de las cuales migraron a Eurasia. Se distinguen por la cara alargada.

### Equinos
Después surgió Merychippus hace 20-17 millones de años, animales de 80 cm de altura. Los dos últimos dedos continúan atrofiándose y es el primer caballo que solo se nutre de hierba. Se distinguen dos tipos de equinos con caracteres morfológicos muy diferentes, Hipparion y Pliohippus.
Los Hipparion se distinguen de los équidos modernos por sus miembros tridáctilos y el dibujo del esmalte sobre las coronas de las molares, mientras que los Pliohippus (5-2 Ma) ya tienen solo un dedo. Así pues, se considera que estos últimos comparten un ancestro con los Equus más recientes que con los Hipparion. Los Pliohippus vivían en Sudamérica, Norteamérica y Eurasia. De la rama común de Norteamérica surgieron los Equus y Dinohippus.

#### Especiación del géneroEquus
El género Equus surgió en Norteamérica durante el Plioceno. Hace 4,5 millones de años, dicho género se dividió en dos linajes, el "caballino" (del que proceden los actuales caballos) y el "estenoniano" (del que proceden asnos y cebras). El linaje estenoniano cruzó a Asia hace 2,6 m.a y se extendió por el Viejo Mundo. Poco después, hace 2 m.a, las poblaciones africanas divergieron de las asiáticas, dando lugar por un lado a las cebras y por otro a los asnos. Por su parte, el linaje caballino permaneció en América hasta cruzar a Eurasia en algún momento del Pleistoceno.
El caballo actual proviene de varias formas salvajes entre ellas del tarpán (Equus ferus ferus) que vivía en estado salvaje en el sur de Rusia y en las estepas de Asia Occidental, pero que se extinguió hacia 1760.